# Mugalari

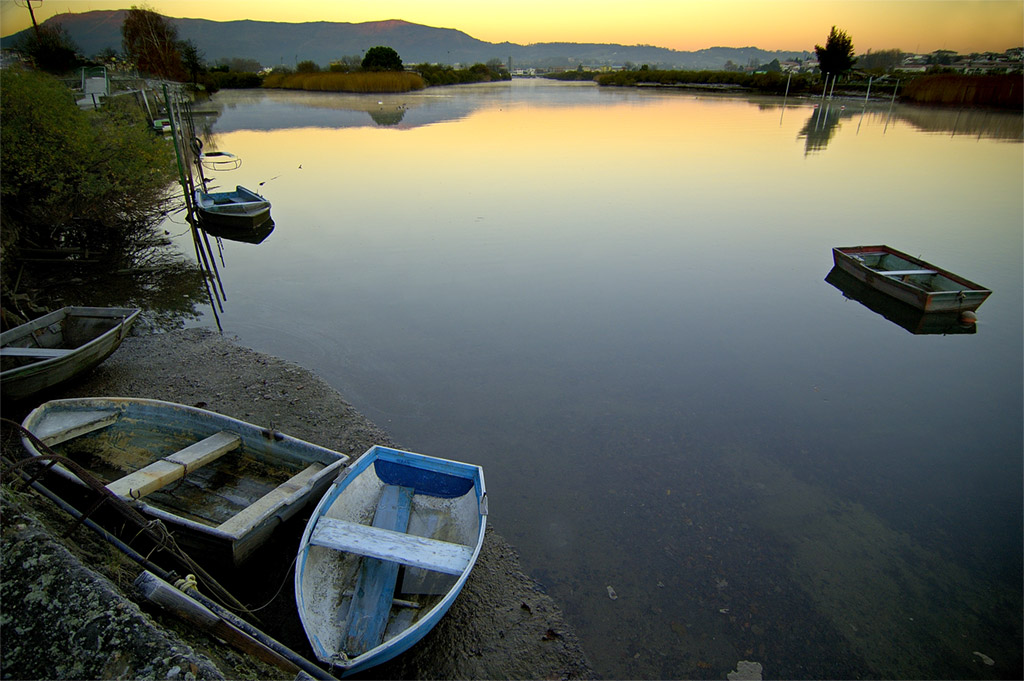
El riu Bidasoa, al seu pas per Irun, marca la frontera entre la província de Guipúscoa i França

Mugalari (del basc muga, 'frontera', -lari sufix per a persones) és un terme basc que designa una persona que n'ajuda una altra a travessar la frontera entre l'estat espanyol i França, o bé d'altres que són perseguides per motius polítics. Muga significa 'frontera' en basc, és a dir, que el terme indicaria aquell que viu en zona fronterera, i per extensió els contrabandistes.
L'activitat dels mugalaris, dedicada a traslladar perseguits polítics, va ser molt freqüent durant la Guerra Civil espanyola i la Segona Guerra Mundial. Destaca la seva col·laboració en el bàndol aliat i més tard en la lluita contra el franquisme.
Un dels mugalaris més coneguts fou Korta, sobrenom de Manuel Mª Garmendia Zubiarrain. Korta nasqué a Legorreta, Guipúscoa, el 6 de juny de 1945 i morí abatut a trets per la guàrdia civil a Bera, Navarra, el 18 d'abril del 1976.

## En la cultura popular
- El grup de rock radical basc Kortatu, fundat l'any 1984, adoptà aquest nom en honor de Korta.[2]
- El grup de música de Pamplona Zurruto va fer una cançó anomenada Mugalari festa!.
- El cantautor basc Ruper Ordorika va fer un LP anomenat Ruper Ordorika & Mugalaris (segell discogràfic Emak Bakia, 1992).
- El mugalari Manuel Iturroiz, poc abans de morir, amb 80 anys, va escriure les seves memòries, relatant la seva experiència de vida durant la seva etapa com a mugalari.[3][4]
- L'any 1997 l'escriptor basc Anjel Rekalde va escriure el llibre Mugalaris: la memoria del Bidasoa.
- El diari abertzale Gara va publicar durant alguns mesos un suplement cultural amb aquest nom.
- Hi ha un recorregut de BTT de 91 km anomenat Mugalari Golden Race que passa pels camins de frontera d'Iparralde, lloc de pas de mugalaris i contrabandistes.
- Hi ha un grup d'aficionat a les motos de la zona nord-oest de Guipúscoa que es diu Moterus Mugalaris.[5]